# Ajlawju
Ajlawju – polsko-amerykański komediodramat-romans z 1999 roku w reżyserii Marka Koterskiego.
Film przedstawia skomplikowane relacje erotyczno-uczuciowe w związku dwojga dojrzałych ludzi – Adama Miauczyńskiego (Cezary Pazura) i Gosi (Katarzyna Figura). Jeden z wielu filmów Marka Koterskiego, w których głównym bohaterem jest Adam Miauczyński.

## Obsada
Źródła: Filmpolski.pl, Telemagazyn, Stowarzyszenie Filmowców Polskich
- Cezary Pazura – Adam „Adaś” Miauczyński
- Katarzyna Figura – Gosia
- Zbigniew Buczkowski – wf-men
- Eugenia Herman – matka Adama
- Jan Jurewicz – wf-men
- Michał Koterski – Sylwester „Sylwuś”, syn Adama
- Maciej Kozłowski – Marian „Maniek”, były mąż Gosi
- Cezary Żak – Ryszard „Rysiek”, kolega Gosi
- Barry Abdullaje – Gary, wynajmujący pokój w domu Gosi
- Carlos Fereira – pracownik firmy dezynfekcyjnej
- Katarzyna Gajdarska – znajoma Adama przy barze
- Ewa Grabarczyk – panna młoda
- Elżbieta Jarosik – kobieta jedząca bułkę w pociągu
- Anna Milewska – matka Gosi
- Tadeusz Pokrywka
- Anna Powierza – córka Gosi
- Barbara Poznański
- Eugeniusz Priwieziencew – taksówkarz
- Norbert Rakowski – sanitariusz w izbie wytrzeźwień
- Zdzisław Rychter – sanitariusz w izbie wytrzeźwień
- Tom Sendagi
- Witold Skaruch – ksiądz
- Małgorzata Werner – barmanka
- Michał Dworczyk – uczeń na lekcji wf-u
- Mateusz Grydlik – uczeń
- Olin Gutowski – uczeń na lekcji wf-u
- Małgorzata Jarmałkowicz
- Marcin Kołodyński – uczeń na lekcji wf-u

## Nagrody
- Katarzyna Figura – rola kobieca na FPFF w Gdyni (1999)
- Ewa Smal – Polskie Nagrody Filmowe Orły 2000 za montaż

## Informacje dodatkowe
- Zdjęcia do filmu realizowano w Łodzi, Wrocławiu, Kobyłce oraz w USA.
- Do filmu ilustracją muzyczną jest kompozycja zespołu Lady Pank Do Moniki L. (muz. J. Borysewicz, sł. J. Panasewicz).